# Torrazza Piemonte
Torrazza Piemonte (piemonti nyelven Torrassa) egy észak-olasz község (comune) a Piemont régióban.